# HD 40307 d
HD 40307 d é um planeta extrassolar que orbita a estrela HD 40307, localizada na constelação de Pictor a uma distância de 42 anos-luz (13 parsecs) da Terra. Sua descoberta, feita pelo método da velocidade radial, foi anunciada em 2008 junto com a descoberta dos planetas vizinhos HD 40307 b e HD 40307 c. Esse método consiste em detectar pequenas variações na velocidade radial de uma estrela causadas pela gravidade de um planeta. As medições foram feitas com uso do espectrógrafo HARPS no Observatório La Silla, Chile.
HD 40307 d é uma super-Terra e o mais massivo planeta do sistema HD 40307, com uma massa mínima de 9,5 vezes a massa da Terra. Como sua inclinação é desconhecida, a massa verdadeira não pode ser determinada, mas provavelmente é próxima do valor mínimo. Embora planetas com massa tão baixa geralmente sejam rochosos, HD 40307 d pode ser gasoso, de acordo com um estudo que analisou as propriedades dinâmicas e orbitais do sistema. O planeta orbita HD 40307 a uma distância média de 0,13 UA (13% da distância entre a Terra e o Sol) e completa uma órbita em 20 dias, sendo o terceiro planeta mais interno do sistema.